# Auzances
Pour les articles homonymes, voir Auzance (homonymie).
Auzances est une commune française située dans le département de la Creuse en région Nouvelle-Aquitaine, à la jonction des routes D 4, D 988 et D 996.

## Géographie
| Rougnat   | Rougnat  | Rougnat  |
| Rougnat   | Auzances | Charron  |
| Le Compas | Les Mars | Dontreix |

Auzances est située sur la rive gauche de La Noisette, et à quelques kilomètres du Cher dont La Noisette est un affluent.

### Climat
Pour des articles plus généraux, voir Climat de la Nouvelle-Aquitaine et Climat de la Creuse.
Historiquement, la commune est exposée à un climat montagnard.
En 2020, Météo-France publie une typologie des climats de la France métropolitaine dans laquelle la commune est exposée à un climat de montagne et est dans la région climatique Ouest et nord-ouest du Massif Central, caractérisée par une pluviométrie annuelle de 900 à 1 500 mm, maximale en automne et en hiver.
Pour la période 1971-2000, la température annuelle moyenne est de 9,5 °C, avec une amplitude thermique annuelle de 15,3 °C. Le cumul annuel moyen de précipitations est de 891 mm, avec 11,6 jours de précipitations en janvier et 7,5 jours en juillet. Pour la période 1991-2020, la température moyenne annuelle observée sur la station météorologique installée sur la commune est de 10,6 °C et le cumul annuel moyen de précipitations est de 898,1 mm,. Pour l'avenir, les paramètres climatiques de la commune estimés pour 2050 selon différents scénarios d’émission de gaz à effet de serre sont consultables sur un site dédié publié par Météo-France en novembre 2022.
| Mois                                  | jan.           | fév.            | mars           | avril         | mai           | juin          | jui.          | août           | sep.          | oct.            | nov.             | déc.           | année      |
| ------------------------------------- | -------------- | --------------- | -------------- | ------------- | ------------- | ------------- | ------------- | -------------- | ------------- | --------------- | ---------------- | -------------- | ---------- |
| Température minimale moyenne (°C)     | −0,1           | −0,3            | 1,8            | 4             | 7,6           | 11,1          | 12,5          | 12,4           | 9             | 6,9             | 3                | 0,7            | 5,7        |
| Température moyenne (°C)              | 3,2            | 3,7             | 6,7            | 9,4           | 13,1          | 16,8          | 18,6          | 18,6           | 14,9          | 11,7            | 6,7              | 4,1            | 10,6       |
| Température maximale moyenne (°C)     | 6,6            | 7,7             | 11,5           | 14,8          | 18,5          | 22,6          | 24,6          | 24,8           | 20,7          | 16,4            | 10,5             | 7,5            | 15,5       |
| Record de froid (°C) date du record   | −13,9 20.01.17 | −15,6 12.02.12  | −18,3 01.03.05 | −8,1 08.04.21 | −2,8 03.05.21 | 1,9 04.06.01  | 3,8 16.07.16  | 2,5 29.08.1998 | −1,6 25.09.02 | −6,9 30.10.1997 | −10,3 22.11.1998 | −13,2 24.12.01 | −18,3 2005 |
| Record de chaleur (°C) date du record | 21 01.01.22    | 23,7 20.02.1998 | 25,5 16.03.12  | 28,1 30.04.05 | 32 11.05.12   | 38,7 29.06.19 | 38,6 23.07.19 | 41,6 18.08.12  | 33,7 04.09.13 | 32,1 08.10.23   | 25,7 08.11.15    | 19,4 31.12.21  | 41,6 2012  |
| Précipitations (mm)                   | 69,8           | 59,1            | 61             | 78,6          | 94,6          | 79,8          | 79,6          | 71,4           | 75,8          | 70,5            | 84               | 73,9           | 898,1      |

## Urbanisme

### Typologie
Au 1er janvier 2024, Auzances est catégorisée bourg rural, selon la nouvelle grille communale de densité à 7 niveaux définie par l'Insee en 2022.
Elle est située hors unité urbaine et hors attraction des villes,.

### Occupation des sols
L'occupation des sols de la commune, telle qu'elle ressort de la base de données européenne d’occupation biophysique des sols Corine Land Cover (CLC), est marquée par l'importance des territoires agricoles (82,5 % en 2018), en diminution par rapport à 1990 (88,6 %). La répartition détaillée en 2018 est la suivante : prairies (56,8 %), zones agricoles hétérogènes (25,7 %), zones urbanisées (17,2 %), forêts (0,3 %). L'évolution de l’occupation des sols de la commune et de ses infrastructures peut être observée sur les différentes représentations cartographiques du territoire : la carte de Cassini (XVIIIe siècle), la carte d'état-major (1820-1866) et les cartes ou photos aériennes de l'IGN pour la période actuelle (1950 à aujourd'hui).

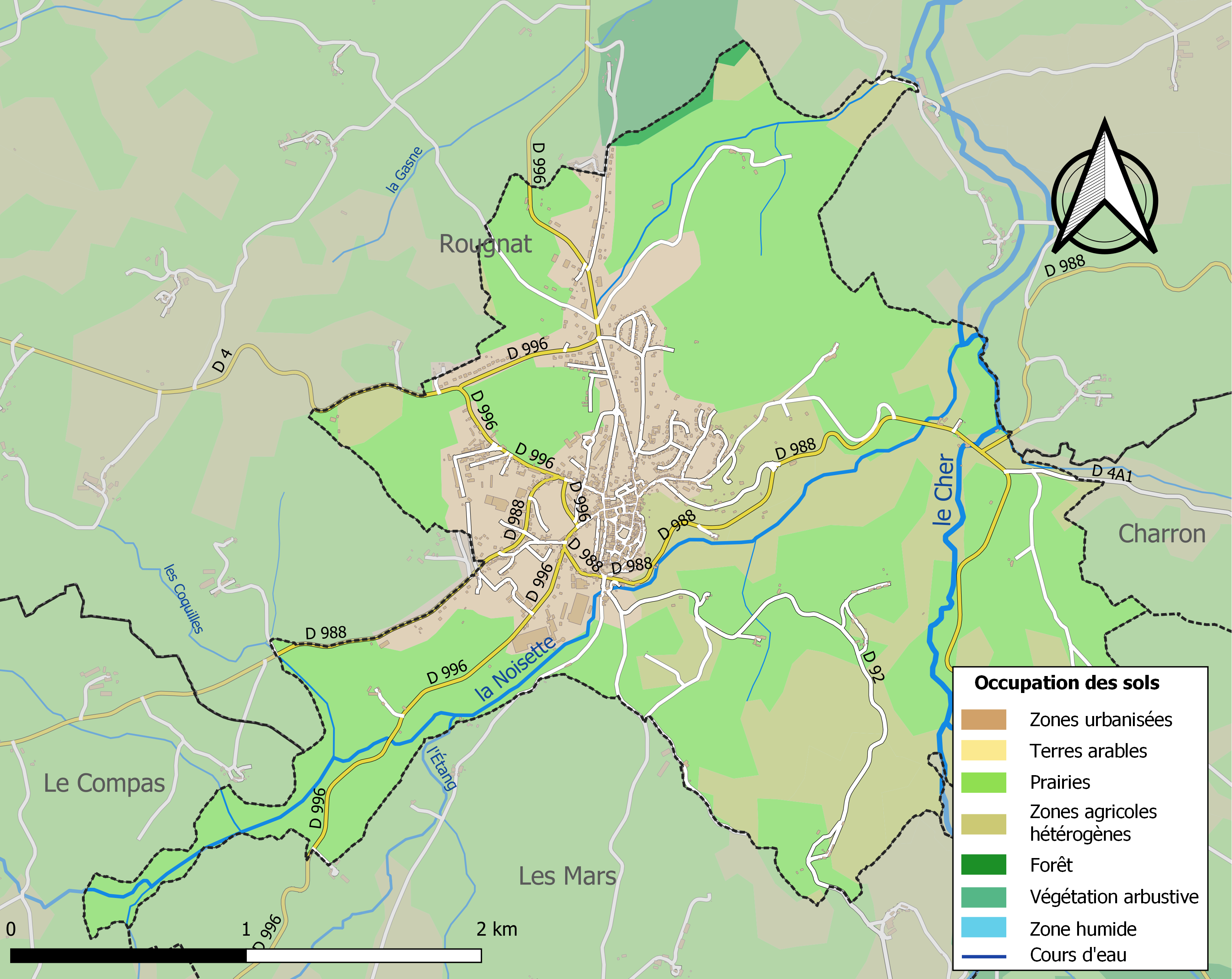
Carte des infrastructures et de l'occupation des sols de la commune en 2018 (CLC).

### Risques majeurs
Le territoire de la commune d'Auzances est vulnérable à différents aléas naturels : météorologiques (tempête, orage, neige, grand froid, canicule ou sécheresse) et séisme (sismicité faible). Il est également exposé à un risque particulier : le risque de radon. Un site publié par le BRGM permet d'évaluer simplement et rapidement les risques d'un bien localisé soit par son adresse soit par le numéro de sa parcelle.

#### Risques naturels

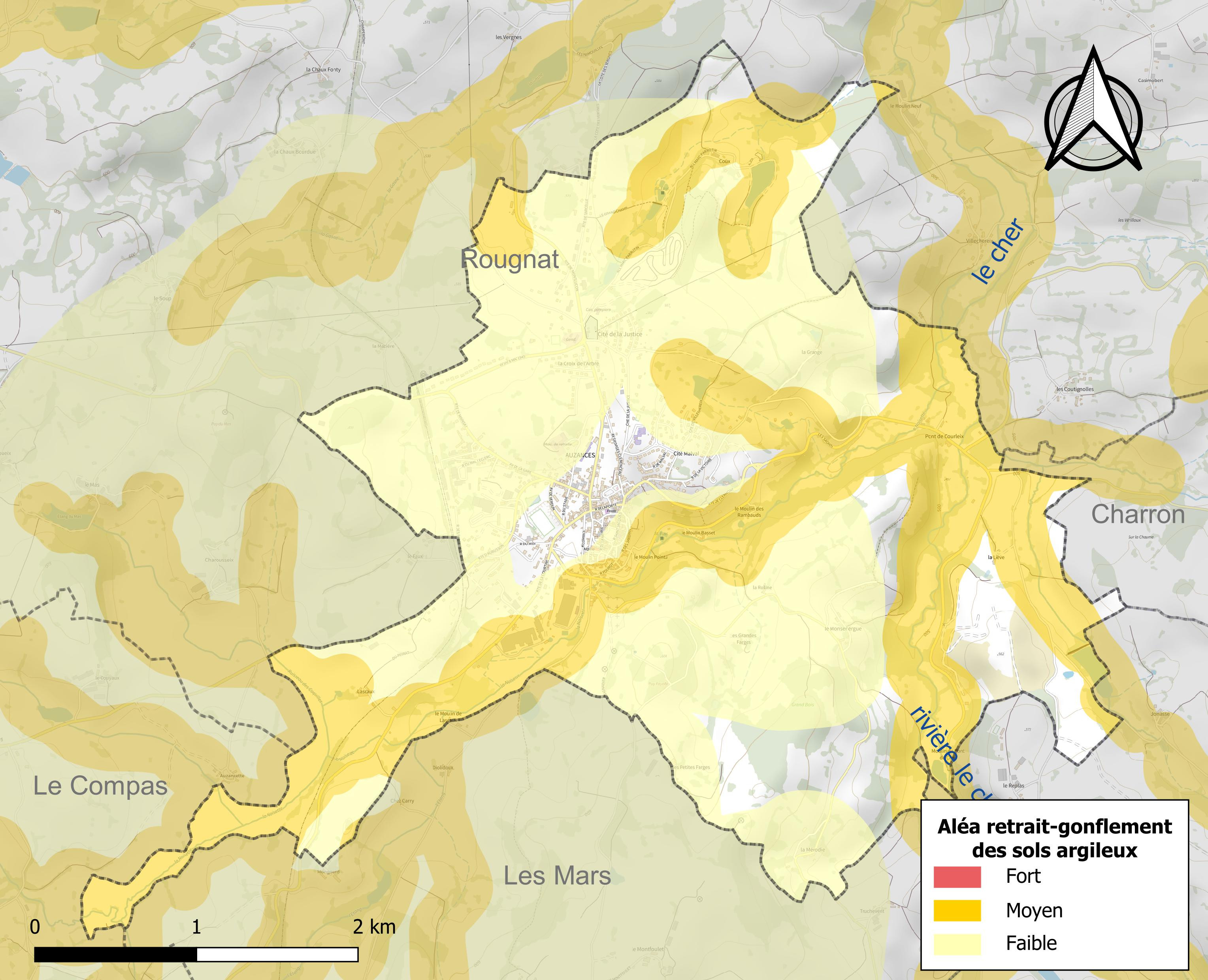
Carte des zones d'aléa retrait-gonflement des sols argileux d'Auzances.

Le retrait-gonflement des sols argileux est susceptible d'engendrer des dommages importants aux bâtiments en cas d’alternance de périodes de sécheresse et de pluie. 37,7 % de la superficie communale est en aléa moyen ou fort (33,6 % au niveau départemental et 48,5 % au niveau national). Sur les 633 bâtiments dénombrés sur la commune en 2019, 86 sont en aléa moyen ou fort, soit 14 %, à comparer aux 25 % au niveau départemental et 54 % au niveau national. Une cartographie de l'exposition du territoire national au retrait gonflement des sols argileux est disponible sur le site du BRGM,.
Par ailleurs, afin de mieux appréhender le risque d’affaissement de terrain, l'inventaire national des cavités souterraines permet de localiser celles situées sur la commune.
La commune a été reconnue en état de catastrophe naturelle au titre des dommages causés par les inondations et coulées de boue survenues en 1982 et 1999. Concernant les mouvements de terrains, la commune a été reconnue en état de catastrophe naturelle au titre des dommages causés par des mouvements de terrain en 1999.

#### Risque particulier
Dans plusieurs parties du territoire national, le radon, accumulé dans certains logements ou autres locaux, peut constituer une source significative d’exposition de la population aux rayonnements ionisants. Certaines communes du département sont concernées par le risque radon à un niveau plus ou moins élevé. Selon la classification de 2018, la commune d'Auzances est classée en zone 3, à savoir zone à potentiel radon significatif.

#### Transports routier
- Réseau TransCreuse

## Géologie
La commune est classée en zone de sismicité 2, correspondant à une sismicité faible.

## Toponymie
Hydronyme pré-celtique alz- et le suffixe locatif -antia.

Ausancia : XIe s.

La toponymie suppose une agglomération d'origine pré-gallo-romaine.
Son nom est Auzansa en combralhaud, dialecte auvergnat autrefois parlé localement.

## Histoire
Auzances fut une des cinq châtellenies de la baronnie des Combrailles dont la capitale était à Chambon-sur-Voueize. Le territoire combraillais occidental fut rattaché au comté d'Auvergne par le mariage de Péronnelle de Chambon avec le comte Guy II d'Auvergne. Peu après l'annexion de l'Auvergne par le roi de France Philippe-Auguste contre lequel le comte Guy II s'est battu, Péronnelle se retrouve sans ressources et une fois veuve, rejoint la Chartreuse de Port Sainte-Marie. Elle demande au pape de récupérer une part de ses terres d'autrefois. Ce dernier lui accorde grâce à la médiation du roi Saint Louis le retour de la ville d'Auzances pour son bien. La guerre de Cent Ans marque la prise de la place forte médiévale par les Anglais en 1357.
- Le château fut démoli en 1830.

### Les Hospitaliers
Courleix, aujourd'hui le Pont de Courleix sur la rive droite de la Noisette, fut une paroisse et un membre de la commanderie hospitalière de Tortebesse au grand prieuré d'Auvergne. L'église paroissiale dont il ne subsiste plus rien était sous le vocable de Saint-Eustache. Elle est supprimée en 1784, unie à celle d'Auzances.

## Politique et administration

### Liste des maires
À l'issue des élections municipales de mars 2008, André Vénuat a été réélu maire de la commune par le nouveau conseil municipal.
| Période                                  | Période   | Identité                 | Étiquette | Qualité                                                |
| ---------------------------------------- | --------- | ------------------------ | --------- | ------------------------------------------------------ |
| mars 1959                                | mars 1989 | Fernand Gory             | SFIO-PS   | Conseiller général (1955-1979)                         |
| mars 1989                                | mars 2014 | André Vénuat (1930-2016) | PS        | Conseiller général (1992-2004)                         |
| mars 2014                                | En cours  | Françoise Simon          | PS        | Institutrice, suppléante du sénateur Éric Jeansannetas |
| Les données manquantes sont à compléter. |           |                          |           |                                                        |

### Jumelages
- Roßtal (Allemagne)
- Sainte-Cécile-les-Vignes (France)

## Démographie
L'évolution du nombre d'habitants est connue à travers les recensements de la population effectués dans la commune depuis 1793. Pour les communes de moins de 10 000 habitants, une enquête de recensement portant sur toute la population est réalisée tous les cinq ans, les populations de référence des années intermédiaires étant quant à elles estimées par interpolation ou extrapolation. Pour la commune, le premier recensement exhaustif entrant dans le cadre du nouveau dispositif a été réalisé en 2007.

En 2022, la commune comptait 1 153 habitants, en évolution de −6,94 % par rapport à 2016 (Creuse : −3,32 %, France hors Mayotte : +2,11 %).
| 1793  | 1800  | 1806  | 1821  | 1831  | 1836  | 1841  | 1846  | 1851  |
| ----- | ----- | ----- | ----- | ----- | ----- | ----- | ----- | ----- |
| 1 370 | 1 230 | 1 181 | 1 262 | 1 251 | 1 300 | 1 343 | 1 235 | 1 301 |

| 1856  | 1861  | 1866  | 1872  | 1876  | 1881  | 1886  | 1891  | 1896  |
| ----- | ----- | ----- | ----- | ----- | ----- | ----- | ----- | ----- |
| 1 212 | 1 233 | 1 249 | 1 213 | 1 246 | 1 328 | 1 472 | 1 471 | 1 483 |

| 1901  | 1906  | 1911  | 1921  | 1926  | 1931  | 1936  | 1946  | 1954  |
| ----- | ----- | ----- | ----- | ----- | ----- | ----- | ----- | ----- |
| 1 472 | 1 475 | 1 597 | 1 351 | 1 390 | 1 320 | 1 387 | 1 361 | 1 381 |

| 1962  | 1968  | 1975  | 1982  | 1990  | 1999  | 2006  | 2007  | 2012  |
| ----- | ----- | ----- | ----- | ----- | ----- | ----- | ----- | ----- |
| 1 608 | 1 566 | 1 665 | 1 732 | 1 536 | 1 371 | 1 376 | 1 374 | 1 300 |

| 2017  | 2022  | - | - | - | - | - | - | - |
| ----- | ----- | - | - | - | - | - | - | - |
| 1 214 | 1 153 | - | - | - | - | - | - | - |

## Culture locale et patrimoine

### Lieux et monuments

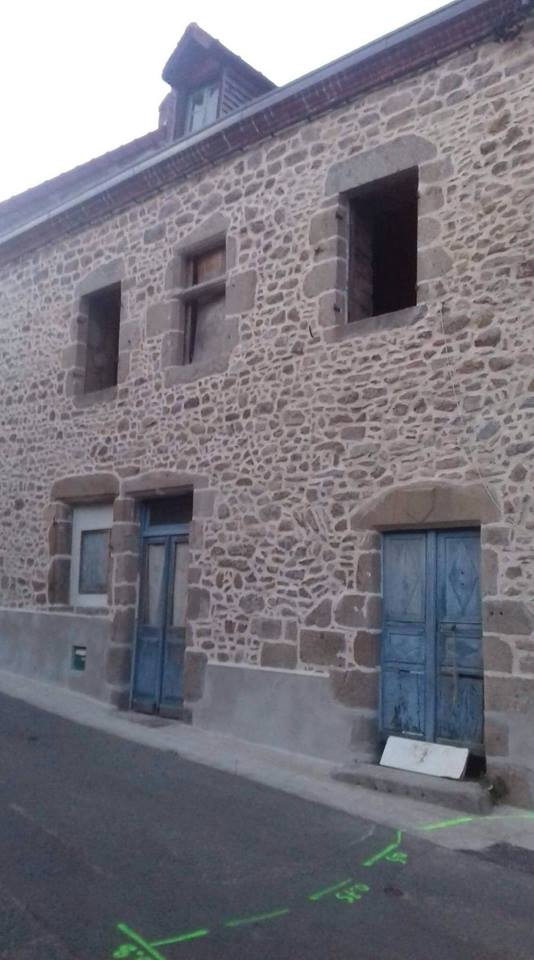
La maison des Archives en cours de rénovation.

1. La maison des Archives en cours de rénovation.Église Saint-Jacques-le-Majeur (XIIIe siècle - XVe siècle) relevant de la prévôté d'Évaux : berceau en plein cintre de la nef à deux travées, chœur à voûtes d'ogives, collatéraux, chapiteaux intéressants, clocher du XVe siècle à deux étages ouvrant sur la nef ; pietà en pierre polychrome du XVIe siècle.
2. Chapelle Sainte-Anne du XVIe siècle.
3. Chapelle Sainte-Marguerite du XVIIe siècle : clocheton au pignon.
4. La Maison des archives du XIVe siècle en pleine rénovation depuis 2005, est une demeure privée qui mérite une visite. Au rez-de-chaussée, un pilier central supporte 4 ogives bas cintre, avec une voûte croisée. Un gros travail de restauration est en cours. La mairie d'Auzances, est souvent sollicitée pour les travaux, tout comme l'équipe des monuments historiques. Cette demeure pourrait être classée, il n'en est rien, le propriétaire refuse tout classement.

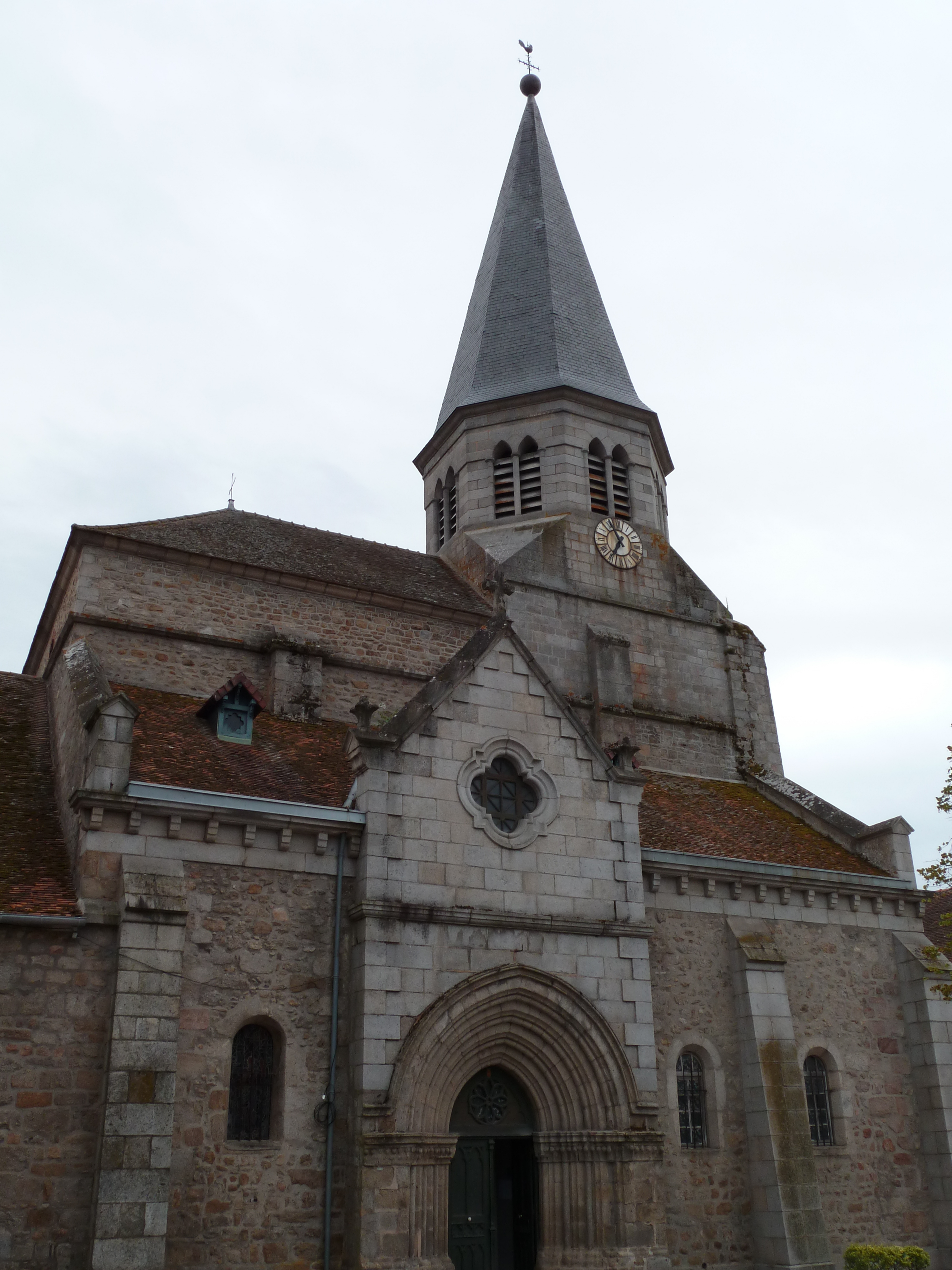
Église Saint-Jacques : façade nord.

### Personnalités liées à la commune
- Louis Mazeron (1847-1910), avocat, homme politique né à Auzances, député de la Creuse de 1882 à 1885.
- Henry Duméry (né à Auzances en 1920 - mort à Paris en 2012), philosophe, universitaire. Ami de Maurice Blondel.
- Jean Beaufret (né à Auzances en 1907 - mort à Paris en 1982), philosophe, disciple de Martin Heidegger, a donné son nom au collège d'Auzances.
- Auguste Léon Chambonnet est un homme politique français né le 6 mai 1888 à Auzances, décédé le 15 mai 1974 à Aubusson. Il s'installe comme vétérinaire à Aubusson après la première guerre mondiale. Jusque dans les années 1950, il exerce différentes fonctions dans le monde agricole. Il enseignera à l'école d'agriculture de Crocq puis à celle d'Ahun pendant plusieurs années. Député (1936-1938) puis sénateur radical-socialiste (1938-1942) de la Creuse.
- Jean Taillandier, né le 22 janvier 1938 à Auzances. Ancien gardien de but du Racing Club de France football, du Racing Club de Lens et de l'AS Cannes.

### Héraldique
|  | Les armoiries d'Auzances se blasonnent ainsi : Fascé de six pièces d'or et de gueules à l'aigle d'argent brochant sur le tout. |